# ぷにるんず
『ぷにるんず』は、2021年よりタカラトミーから展開されている玩具シリーズのひとつ。本項目では、これを原作としたテレビアニメ（以下、テレビシリーズ）についても併せて詳述する。

## 概要
「ぷにるんず」と呼ばれる小型のキャラクターをお世話して成長させる、育成ゲームタイプの液晶玩具で、本体に設けられた穴に指を入れることで、液晶内のぷにるんずに触っているような感覚が味わえるのが特徴となっている。公式サポーターはお笑いコンビのぺこぱが担当しており、後述のテレビシリーズ（第1期）の第7話にも出演している。
2024年4月には、本シリーズの商品のひとつである「ぷにるんず ぷにともつーしん」が、「おもちゃ屋が選んだ!今年売れるおもちゃ2024」の「バラエティ&シーズナル」部門で1位を受賞。2024年8月8日からは、お笑い芸人のやす子を起用した同商品のテレビCMの放送も開始された他、同じくやす子の出演する“ぷ”しぎな物語を描いたショートドラマも、公式TikTokやタカラトミーチャンネルにて2024年9月27日より公開されている。また北米や欧州においても、スピンマスターより玩具展開が行われている。

## 登場キャラクター
声は、「ぷにるんず ぷにぷらす」およびテレビシリーズの声優。キャラクターの説明は基本的にテレビシリーズのそれに準じる。
あいるん
声 - 潘めぐみ
本作品の主人公。好奇心と食欲が旺盛で、ポジティブな性格のぷにるんず。ぷにぷにと自分を触ってもらう事が大好き。
アニメではゆかと共に住んでいる。
えねるん
声 - 小松未可子
エネルギッシュな性格で、運動神経抜群なぷにるんず。気が強く、度胸もある。指よりも頬でぷにぷにされる事を好む。
アニメでは第2話から登場。当初はべびぷに（赤ちゃん期）の姿であり、カラスに襲われながらも自力で撃退して疲弊していた所をあおいに拾われる。あおいやゆかたちの世話により、きっずぷに（幼体）を経て、おとなぷに（成体）まで成長。そのままあおいの家に住むことになった。
らぶるん
声 - 内田彩
可愛いものが大好きなぷにるんず。
ぷにるんずの間では非常に人気は高く、アイドル的存在。動物にも懐かれやすい。その魅力は歩いているだけで多数のべびぷにが集まるほどであり、ウインクにより相手を釘付けにすることができる。
うるるん
声 - 山口智広
泣き虫な性格のぷにるんず。極度に臆病であり、びっくりしたり恐怖を感じるとすぐ泣いてしまう。特技は絵描き。
くーるん
声 - 木野日菜
冷静沈着な性格のぷにるんず。オシャレで綺麗好き。ファッションデザイナー志望。「ぷに!」と鳴く他のぷにるんずと異なり、「ぷ…」と呟くことが多い。

## テレビアニメ
テレビシリーズの第1期は、2022年10月2日から2023年3月26日まで、テレビ大阪・テレビ東京系列で毎週日曜9時45分 - 10時00分（以下、いずれもJST）に全25話が放送された。ナレーションは小野大輔。全編3DCGでの制作となっている。番組終了後の2023年10月1日から12月24日には、『アニメ傑作選 ぷにるんず』と題して毎週日曜9時30分 - 10時00分に再放送も実施された（各回2話連続放送）。
テレビシリーズの第2期に当たる『ぷにるんず ぷに2』は、2024年10月6日から2025年3月30日まで、テレビ東京系列で全25話が放送された。キャスト・スタッフは第1期から続投となるが、放送時間が毎週日曜9時15分 - 9時30分へと変更されたのに伴い、制作局もテレビ東京へと移行。また、第2期からの新キャラクターの登場がアナウンスされているほか、放送開始に合わせて前出の「ぷにるんず ぷにともつーしん」のプレミアム版を始めとした関連玩具も、順次発売が予定されている。番組終了直後の2025年4月5日から6月28日まで、『ぷにるんず ぷに2 セレぷション』と題したセレクション放送が、テレビ東京系列にて毎週土曜9時45分 - 10時00分に実施された。
第3期『ぷにるんず ぷに3』は、2025年7月5日よりテレビ東京系列にて放送中。放送時間は『ぷにるんず ぷに2 セレぷション』と同じである。

### オリジナルキャラクター
ゆか
声 - 谷口夢奈
ぷにぷにすることが大好きな小学4年生の少女。元気で活発な性格。あいるんと共に住んでいる。
あおい
声 - 小松未可子
ゆかの親友で、大人しい性格の少女。眼鏡をかけている。
第2話でべびるんを拾い、ゆかたちの協力を得てえねるんへと成長させ、えねるんと共に住むことになった。

### スタッフ
|                      | 第1期                                 | 第2期                                 | 第3期                                 |
| -------------------- | ------------------------------------- | ------------------------------------- | ------------------------------------- |
| 原作                 | タカラトミー                          | タカラトミー                          | タカラトミー                          |
| 総監督               | 湯山邦彦                              | 湯山邦彦                              | N/A                                   |
| 監督                 | 山口健太郎                            | 博史池畠                              | 春日森春木                            |
| シリーズ構成         | 市川十億衛門                          | 市川十億衛門                          | 市川十億衛門                          |
| キャラクターデザイン | 一石小百合                            | 一石小百合                            | 一石小百合                            |
| 美術監督             | 高尾克己                              | N/A                                   | N/A                                   |
| 色彩設計             | 大関たつ枝                            | N/A                                   | N/A                                   |
| CGディレクター       | 栁川智                                | 小出秀治                              | 小出秀治                              |
| 編集                 | 渡邊嵩士                              | N/A                                   | N/A                                   |
| 音響監督             | 小沼則義                              | 小沼則義                              | 小沼則義                              |
| 音楽                 | 小畑貴裕                              | 小畑貴裕                              | 小畑貴裕                              |
| 製作統括             | 富山彰夫、田中威至                    | N/A                                   | N/A                                   |
| チーフプロデューサー | 飯村太一、岡本宏毅、 釜秀樹、嵯峨隼人 | 池田陽、森下勝司、遠藤哲哉            | 池田陽、森下勝司、遠藤哲哉            |
| チーフプロデューサー | 飯村太一、岡本宏毅、 釜秀樹、嵯峨隼人 | 小林正臣、小山達也                    | 武田誠、藤代昂希                      |
| プロデューサー       | 川崎あやね                            | 川崎あやね                            | 川崎あやね                            |
| プロデューサー       | 武田誠                                | 武田誠                                | N/A                                   |
| プロデューサー       | 森正、谷口葵、 小山達也               | 張替理恵、斎藤譲、 石田雄作、大久保圭 | 張替理恵、斎藤譲、 石田雄作、大久保圭 |
| 制作                 | OLM Digital                           | OLM Digital                           | OLM Digital                           |
| 製作                 | テレビ大阪                            | テレビ東京                            | テレビ東京                            |
| 製作                 | 電通、オー・エル・エム                |                                       |                                       |

### 主題歌
「ぷにぷにぷにるんず ぷにックスバージョン」
ななひらによる主題歌。作詞・作曲・編曲は篠崎あやとと橘亮祐。CMで使用された楽曲の別バージョン。

### 各話リスト
| 話数   | サブタイトル                          | 脚本                     | 絵コンテ     | 初放送日       |
| ------ | ------------------------------------- | ------------------------ | ------------ | -------------- |
| 第1話  | ぷにっとあいるん♪                     | 市川十億衛門             | 山口健太郎   | 2022年 10月2日 |
| 第2話  | べびるん、成長するん♪                 | 市川十億衛門             | 牧俊治       | 10月9日        |
| 第3話  | らぶるんのビッグラブるん♪             | 小森さじ                 | 藤田健太郎   | 10月16日       |
| 第4話  | うるるん 冒険するん♪                  | 鈴森ゆみ                 | 中川航       | 10月23日       |
| 第5話  | ハロウィンでばけるん♪                 | ブラジリィー・アン・山田 | 牧俊治       | 10月30日       |
| 第6話  | くーるん オシャレになるん♪            | 泉水みに                 | 羽原久美子   | 11月6日        |
| 第7話  | ぺこぱ ぷにるんずになるん♪            | ブラジリィー・アン・山田 | 中川航       | 11月13日       |
| 第8話  | えねるん 運動会するん♪                | ブラジリィー・アン・山田 | 中川航       | 11月20日       |
| 第9話  | ゆかとあいるん♪                       | 市川十億衛門             | 牧俊治       | 11月27日       |
| 第10話 | ミッション：インぷにッシブるん♪       | 泉水みに                 | 竹村菜月     | 12月4日        |
| 第11話 | とげるん チクッと登場するん♪          | 鈴森ゆみ                 | 大宙征基     | 12月11日       |
| 第12話 | とけるんずでパニックるん♪             | 小森さじ                 | 内藤明吾     | 12月18日       |
| 第13話 | メリーぷにスマスではぴるん♪           | 鈴森ゆみ                 | 奥村よしあき | 12月25日       |
| 第14話 | ぷにるんず色が変わるん♪               | 泉水みに                 | 内藤明吾     | 2023年 1月8日  |
| 第15話 | あいるん ネコに乗るん♪                | 小森さじ                 | 中川航       | 1月15日        |
| 第16話 | あいるん ビッグになるん♪              | 市川十億衛門             | 竹村菜月     | 1月22日        |
| 第17話 | ぴかるん 小学校するん♪                | ブラジリィー・アン・山田 | 牧俊治       | 1月29日        |
| 第18話 | ぷにっとジャンプでがんばるん♪         | 泉水みに                 | 中川航       | 2月5日         |
| 第19話 | バレンタインで大作戦るん♪             | 小森さじ                 | 内藤明吾     | 2月12日        |
| 第20話 | パパ あいるんをおせわするん♪          | 鈴森ゆみ                 | 内藤明吾     | 2月19日        |
| 第21話 | ぷにるんず みんなでお掃除するん♪      | 泉水みに                 | 大宙征基     | 2月26日        |
| 第22話 | あいるん えねるん とりかえっこするん♪ | 鈴森ゆみ                 | 大原実       | 3月5日         |
| 第23話 | なかよし らんるん けんかするん♪       | ブラジリィー・アン・山田 | 大原実       | 3月12日        |
| 第24話 | 密着！ぷにふぇっしょなるん♪           | 小森さじ                 | 中川航       | 3月19日        |
| 第25話 | あいるん おわかれするん♪              | 市川十億衛門             | 山口健太郎   | 3月26日        |

| 話数   | サブタイトル                          | 脚本                     | 絵コンテ   | 初放送日       |
| ------ | ------------------------------------- | ------------------------ | ---------- | -------------- |
| 第1話  | 新しいぷにとも、ともるん♪             | 市川十億衛門             | 博史池畠   | 2024年 10月6日 |
| 第2話  | ぷにランドにお出かけするん♪           | 市川十億衛門             | 博史池畠   | 10月13日       |
| 第3話  | ハロウィンでお菓子ゲットだるん♪       | ブラジリィー・アン・山田 | 博史池畠   | 10月20日       |
| 第4話  | ゆにるんとぷしぎなお友達るん♪         | 小森さじ                 | 博史池畠   | 10月27日       |
| 第5話  | ぷにともいっぱい ともるん♪            | 鈴森ゆみ                 | もりたけし | 11月3日        |
| 第6話  | ぷにるんず お月見するん♪              | 泉水みに                 | 星野真     | 11月10日       |
| 第7話  | ぷにっと！ぷにともつーしんするん♪     | 福田裕子                 | 大槻敦史   | 11月17日       |
| 第8話  | すき♥すき♥すきんしっぷにするん♪       | 大場小ゆり               | 星野真     | 11月24日       |
| 第9話  | 記念日 お祝いするん♪                  | 小森さじ                 | もりたけし | 12月1日        |
| 第10話 | えんじぇるんでラッキーになるん♪       | 鈴森ゆみ                 | 星野真     | 12月8日        |
| 第11話 | にゃるるん 肉球ぷにぷにするん♪        | ブラジリィー・アン・山田 | 星野真     | 12月15日       |
| 第12話 | はじめてのメリーぷにスマス！ともるん♪ | 市川十億衛門             | 大槻敦史   | 12月22日       |
| 第13話 | 南の海でトロピカるん♪                 | 福田裕子                 | もりたけし | 2025年 1月5日  |
| 第14話 | へいおまち！すしるん♪                 | 大場小ゆり               | 三ヶ尻克成 | 1月12日        |
| 第15話 | ぷにランドで真剣勝負するん♪           | 小森さじ                 | 星野真     | 1月19日        |
| 第16話 | えねるん とけるん♪                    | 鈴森ゆみ                 | 土屋日     | 1月26日        |
| 第17話 | パティシエかぷるん食べすぎるん♪       | 福田裕子                 | 大槻敦史   | 2月2日         |
| 第18話 | バレンタインデー♥あげまくるん♪        | 大場小ゆり               | 佐藤マコト | 2月9日         |
| 第19話 | あいるん ともるん ケンカするん♪       | 市川十億衛門             | 中野剛     | 2月16日        |
| 第20話 | ぷしぎなぷしぎなぷにるんず♪           | ブラジリィー・アン・山田 | もりたけし | 2月23日        |
| 第21話 | うたるんとフェスティバるん♪           | 福田裕子                 | 大槻敦史   | 3月2日         |
| 第22話 | ぷにるんず、キャンプするん♪           | 鈴森ゆみ                 | 佐藤マコト | 3月9日         |
| 第23話 | ゆにるんにあいにいくるん♪             | 市川十億衛門             | 佐藤マコト | 3月16日        |
| 第24話 | ともるんとゆにるん♪                   | 市川十億衛門             | 大槻敦史   | 3月23日        |
| 第25話 | ずっとぷにともだるん♪                 | 小森さじ                 | 博史池畠   | 3月30日        |

| 話数  | サブタイトル                     | 脚本                     | 絵コンテ   | 初放送日      |
| ----- | -------------------------------- | ------------------------ | ---------- | ------------- |
| 第1話 | カチコチじゅえるん♪              | 市川十億衛門             | 春日森春木 | 2025年 7月5日 |
| 第2話 | じゅえるん、なかよくなるん♪      | ブラジリィー・アン・山田 | もりたけし | 7月12日       |
| 第3話 | カチコチランドにいくるん♪        | 鈴森ゆみ                 | もりたけし | 7月19日       |
| 第4話 | おしるん、推するん♪              | 小森さじ                 | もりたけし | 7月26日       |
| 第5話 | ぷにぷに写真コンテストするん♪    | 泉水みに                 | 大槻敦史   | 8月2日        |
| 第6話 | カチコチダンジョン冒険するん♪    | 市川十億衛門             | もりたけし | 8月9日        |
| 第7話 | ぷにっと こわ～い？はなしだるん♪ | ブラジリィー・アン・山田 | 土屋日     | 8月16日       |

### 放送局
| 放送期間                           | 放送時間          | 放送局                                       | 対象地域                                                    | 備考     |
| ---------------------------------- | ----------------- | -------------------------------------------- | ----------------------------------------------------------- | -------- |
| 2022年10月2日 - 2023年3月26日      | 日曜 9:45 - 10:00 | テレビ大阪（製作局） ほかテレビ東京系列全6局 | 北海道・関東広域圏・愛知県・ 大阪府・岡山県・香川県・福岡県 | 字幕放送 |
| テレビ大阪のみリピート放送を実施。 |                   |                                              |                                                             |          |

| 配信開始日    | 配信時間                     | 配信サイト |
| ------------- | ---------------------------- | --- |
| 2022年10月2日 | 日曜 10:00 更新              | TVer YouTube タカラトミーチャンネル ネットもテレ東 ABEMAプレミアム Amazon Prime Video dアニメストア （本店・ ニコニコ支店 ・for Prime Video） DMM.com FOD GYAO! GYAO!ストア HAPPY!動画 Hulu music.jp Rakuten TV TELASA U-NEXT VIDEX アニメカ アニメ放題 ビデオマーケット |
| 2022年10月3日 | 月曜 3:45 - 4:00（日曜深夜） | ABEMA |
| 2022年10月4日 | 火曜 0:00（月曜深夜） 更新   | J:COMオンデマンド Milplus |

| 放送期間                      | 放送時間         | 放送局                             | 対象地域                                                    | 備考     |
| ----------------------------- | ---------------- | ---------------------------------- | ----------------------------------------------------------- | -------- |
| 2024年10月6日 - 2025年3月30日 | 日曜 9:15 - 9:30 | テレビ東京（製作局） ほか系列全6局 | 北海道・関東広域圏・愛知県・ 大阪府・岡山県・香川県・福岡県 | 字幕放送 |

| 配信開始日    | 配信時間       | 配信サイト | 備考         |
| ------------- | -------------- | --- | ------------ |
| 2024年10月6日 | 日曜 9:30 更新 | TVer YouTube タカラトミーチャンネル ネットもテレ東 U-NEXT アニメ放題 J:COM STREAM TELASA みるプラス Hulu Lemino SPOOX powered by Lemino アニメタイムズ チャンネル dアニメストア ABEMA FOD DMM TV | 見放題配信   |
|               |                | Rakuten TV HAPPY!動画 Google Play /YouTube Amazon Prime Video | 都度課金配信 |

| 放送期間       | 放送時間          | 放送局                             | 対象地域                                                    | 備考     |
| -------------- | ----------------- | ---------------------------------- | ----------------------------------------------------------- | -------- |
| 2025年7月5日 - | 土曜 9:45 - 10:00 | テレビ東京（製作局） ほか系列全6局 | 北海道・関東広域圏・愛知県・ 大阪府・岡山県・香川県・福岡県 | 字幕放送 |

| 配信開始日   | 配信時間        | 配信サイト | 備考         |
| ------------ | --------------- | --- | ------------ |
| 2025年7月5日 | 土曜 10:00 更新 | TVer YouTube タカラトミーチャンネル ネットもテレ東 U-NEXT アニメ放題 J:COM STREAM TELASA みるプラス Lemino SPOOX powered by Lemino Amazon Prime Video dアニメストア ABEMA FOD DMM TV | 見放題配信   |
|              |                 | Rakuten TV Google Play/YouTube Amazon Prime Video J:COM STREAM TELASA みるプラス | 都度課金配信 |

| テレビ大阪をはじめとするテレビ東京系列 日曜 9:45 - 10:00                                           | テレビ大阪をはじめとするテレビ東京系列 日曜 9:45 - 10:00                                   | テレビ大阪をはじめとするテレビ東京系列 日曜 9:45 - 10:00                         |
| 前番組                                                                                             | 番組名                                                                                     | 次番組                                                                           |
| -------------------------------------------------------------------------------------------------- | ------------------------------------------------------------------------------------------ | -------------------------------------------------------------------------------- |
| パウ・パトロールサンデーセレクション （2022年4月4日 - 9月25日） - ※テレビ東京制作                  | ぷにるんず （2022年10月2日 - 2023年3月26日） - ※ここからテレビ大阪制作 - ※ここまでアニメ枠 | SNS発見アドベンチャー ふぉろみ&ただみ （2023年4月2日 - 9月24日） - ※9:30 - 10:00 |
| テレビ東京系列 日曜 9:15 - 9:30                                                                    |                                                                                            |                                                                                  |
| トランスフォーマー アーススパーク （2023年10月1日 - 2024年9月29日）                                | ぷにるんず ぷに2 （2024年10月6日 - 2025年3月30日）                                         | プリンセッション・オーケストラ （2025年4月6日 - ） - ※9:00 - 9:30                |
| テレビ東京系列 土曜 9:45 - 10:00                                                                   |                                                                                            |                                                                                  |
| ぷにるんず ぷに2 セレぷション （2025年4月5日 - 6月28日） - ※『ぷにるんず ぷに2』のセレクション放送 | ぷにるんず ぷに3 （2025年7月5日 - ）                                                       | -                                                                                |